# 博恩山
47°19′21″N 7°52′59″E / 47.32250°N 7.88306°E

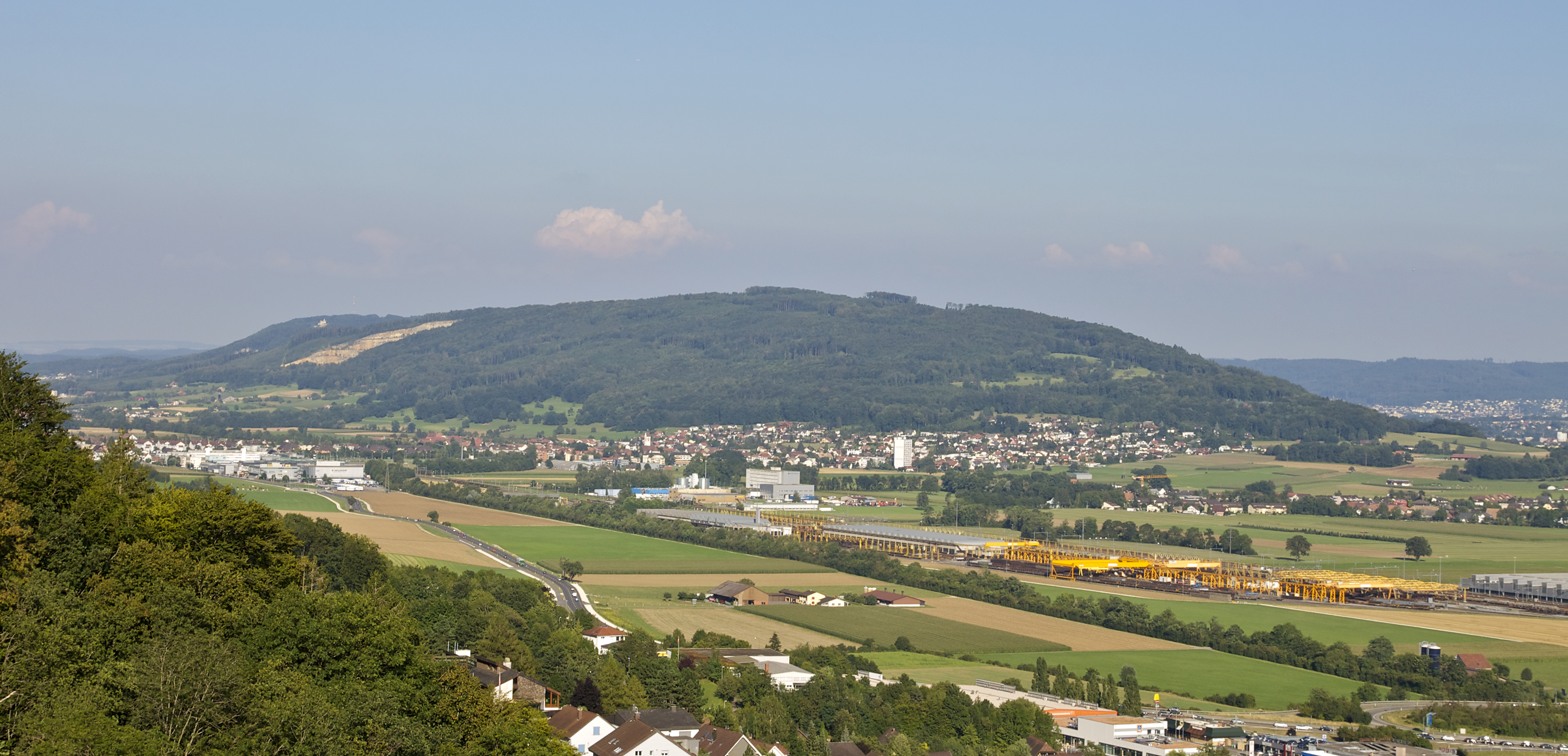

博恩山（Born），是瑞士的山峰，位於該國北部，由索洛圖恩州負責管轄，屬於汝拉山的一部分，距離旺根3.8公里，海拔高度719米。